# Acia
Acia is een geslacht van schimmels uit de familie Meruliaceae. 

## Soorten
Volgens index Fungorum  telt het geslacht een soort (peildatum januari 2023):
| Soortnaam     | Auteur(s)     | Publicatiejaar |
| ------------- | ------------- | -------------- |
| Acia conferta | P.H.B. Talbot | 1951           |